# Arsenij Arkad'evič Goleniščev-Kutuzov
Arsenij Arkad'evič Goleniščev-Kutuzov (in russo Арсений Аркадьевич Голенищев-Кутузов?; Carskoe Selo, 7 giugno 1848, 26 maggio del calendario giuliano – San Pietroburgo, 10 febbraio 1913, 28 gennaio del calendario giuliano) è stato un nobile, poeta e scrittore russo.

## Biografia
Era nipote del generale Pavel Vasil'evič Goleniščev-Kutuzov, che nel 1832 era stato creato conte. Suo padre Arkadij Pavlovič servì come segretario di stato per il regno di Polonia. Dopo la morte del padre nel 1859 la famiglia si trasferì a Mosca, dove nel 1865 Arsenij terminò brillantemente il ginnasio e si iscrisse a giurisprudenza. Continuò la sua istruzione all'università di San Pietroburgo, che terminò nel 1871 per iniziare il suo servizio presso la Cancelleria imperiale.
Il suo debutto letterario risale al 1869, quando pubblicò alcune poesie; conseguì la notorietà verso la metà degli anni 70 del XIX secolo. Nel 1873 si avvicinò a Vladimir Stasov, diventando un frequentatore dei suoi incontri musicali. Fu amico e compagno d'idee del compositore Modest Petrovič Musorgskij: Goleniščev-Kutuzov scrisse le poesie con le quali Musorgskij creò i cicli vocali Senza sole e Canti e danze della morte, la ballata Dimenticato,  la romanza Visione, inoltre collaborò al libretto dell'opera La fiera di Soročincy. 
Dal 1876, dopo essersi sposato con Ol'ga Andreevna Gulevič, figlia di un generale, la sua vita cambiò: si trasferì ad abitare nella tenuta di famiglia nel Governatorato di Tver', dove visse fino al 1888, occupandosi delle attività agricole della sua proprietà. In seguito tornò a San Pietroburgo e, dal 1895 fino alla morte, fu a capo della cancelleria personale dell'imperatrice Marija Fëdorovna. In quegli anni divenne una figura centrale dei saloni letterari aristocratici della capitale. Nel 1891 entrò nell'Accademia delle Scienze di San Pietroburgo, nella sezione di lingua russa e filologia. 
Le sue opere letterarie non furono ristampate nel periodo sovietico, e le edizioni originali sono oggi considerate una rarità bibliografica.